# Autoschaling
Autoschaling ( Engels: autoscaling) of kolom-standaardisatie is een veel toegepaste techniek binnen de analytische chemie. Bij multivariate data wordt zo de variantie (en intensiteit) van elke variabele (kolom) wordt op hetzelfde niveau gebracht door middel van:
{\displaystyle x_{i,j}^{nieuw}={\frac {x_{i,j}-\mu _{j}}{s_{j}}}}
met:
{\displaystyle x_{i,j}^{nieuw}}: de geschaalde waarde van monster i voor golflengte j
{\displaystyle x_{i,j}}: de waarde van de gemeten veranderlijke j voor monster i
{\displaystyle \mu _{j}}: de gemiddelde waarde van de monsters voor veranderlijke j
{\displaystyle s_{j}}: de standaarddeviatie van de intensiteiten van de monsters voor golflengte j
Bij spectroscopische analysemethoden vormen de rijen in de matrix x de spectra. Elke kolom geeft de gemeten waarden weer van de verschillende stalen voor een welbepaalde golflengte.